# Ryu Han-su
Ryu Han-su (kor. 류한수 ;ur. 1 lutego 1988) – południowokoreański zapaśnik walczący w stylu klasycznym, mistrz świata. Dwukrotny olimpijczyk. Zajął piąte miejsce w Rio de Janeiro 2016 w kategorii 66 kg; siódmy w Tokio 2020 w kategorii 67 kg.
Zdobywca złotego medalu podczas mistrzostw świata w 2013 i 2017, a srebrnego w 2015. Mistrz igrzysk azjatyckich w 2014 i 2018; siódmy w 2022. Triumfator mistrzostw Azji w 2015, 2019, 2020 i 2021; drugi w 2022; trzeci w 2014. Szósty w Pucharze Świata w 2014. Trzeci na MŚ juniorów w 2006 i 2007 roku.
Absolwent Kyungsung University w Pusan.